# あこがれ (1958年の映画)
『あこがれ』（原題: Les Mistons）は、フランソワ・トリュフォーの監督による、1958年のフランスの短編映画である。原作はモーリス・ポンズの同名の短編小説。トリュフォーの本格的短編処女作である。
フランスでの公開ではジャン・ルーシュ監督『水の息子たち』、コリン・ロウ監督『黄金の首都』と併映、日本ではバート・スターン監督『真夏の夜のジャズ』と併映された。
当初は23分だったが、のちに19分に短縮された。カットされたシーンのほとんどはジェラール・ブランが「出しゃばりすぎる」とトリュフォー監督が判断した部分である。当時ジェラールとベルナデットは結婚していたが、トリュフォーのたっての願いでジェラールの反対を押し切ってベルナデットの出演が決まった。そのため、ジェラールとトリュフォーの間には確執があったという。2人は映画のあと離婚している。

## ストーリー
今日もベルナデットは風を切って自転車を乗り回している。まだ恋の意味も知らない「ぼくら」は、彼女を追い回す。翻るスカートからのぞく裸の脚に見とれ、彼女が乗り捨てた自転車のサドルにその残り香を嗅ぐ。ところがある日、彼女が恋人のジェラールとデートしているところを見て嫉妬する。「ぼくら」は2人を徹底的に邪魔してやることに決めた。2人の行く先々を追いかけまわして、あの手この手でデートをぶち壊す。カンカンに怒ったジェラールに追い払われてもへこたれない、「ぼくら」のベルナデットに会えるなら。ところが、ジェラールは徴兵されてベルナデットと別れ別れになってしまう…。

## キャスト
- ベルナデット：ベルナデット・ラフォン
- ジェラール：ジェラール・ブラン
- 子どもたち：アラン・バルディ、ロベール・ビュル、アンリ・ドマエグト、ディミトリ・モレッティ、ダニエル・リコー
- ナレーション：ミシェル・フランソワ

## 解説
- トリュフォーの製作会社レ・フィルム・デュ・キャロッス設立第1作である。
- ベルナデットとジェラールが映画館で見る映画はジャック・リヴェットの中篇映画『王手飛車取り』、クロード・シャブロルの製作会社AJYMフィルム設立第1作である。トリュフォーもシャブロルもリヴェットもゴダールも出演、ジャン＝マリー・ストローブが助監督として参加している。彼らは当時『カイエ・デュ・シネマ』誌の若い同人であった。ちなみに『あこがれ』が公開になった1958年から製作にとりかかったリヴェットの処女長編『パリはわれらのもの』は、キャロッス社とAJYMフィルム社との共同出資作品である。
- テニスコートで「水を撒く人が逆に水を撒かれる」というギャグは、ルイ・リュミエールの『庭師』からの再現である。
- ベルナデットがテニスをしているシーンで、あるカットでは彼女が黒いベルトをしており、次のカットはそのベルトをしていないという不自然なシーンがある。
- 子どもがジャン・ドラノワ監督の『首輪のない犬』の主題歌を口ずさみながら、そのポスターを破るシーンがあるが、その映画の脚本を担当したジャン・オーランシュとピエール・ボストは、批評家時代のトリュフォーが毛嫌いしていたコンビである。
- のちに『夜霧の恋人たち』『家庭』、あるいはトリュフォーの遺稿となった『小さな泥棒』（クロード・ミレール監督）でトリュフォーと共同で脚本を執筆するクロード・ド・ジヴレーが、助監督として参加している。